# Neis
Neis är ett släkte av kammaneter. Neis ingår i familjen Beroidae, ordningen Beroida, klassen Nuda, fylumet Ctenophora och riket djur.
Släktet innehåller bara arten Neis cordigera.